# Scala Fenicia
La scala Fenicia di Capri è una lunga e ripida scalinata in pietra che unisce il porto di Marina Grande con il centro abitato di Anacapri. Fu realizzata dai coloni greci intorno al VII e VI secolo a.C., mentre gli studiosi ritengono ormai inverosimile l'ipotesi fenicia.
È composta attualmente da 921 scalini, per una lunghezza totale di 1,7 km.

## Storia

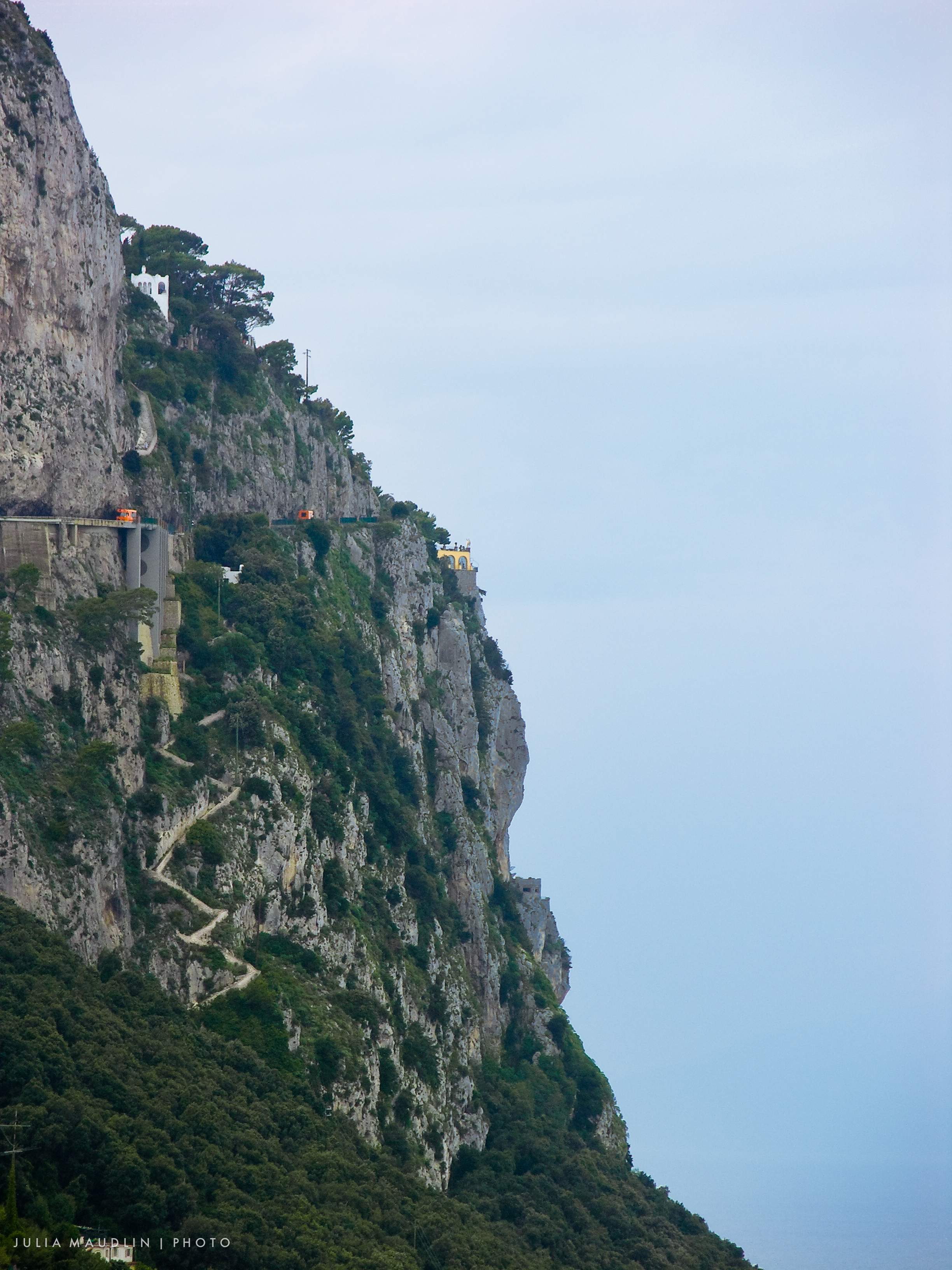
Panoramica della Scala Fenicia che si inerpica sul costone roccioso

Come già accennato nell'incipit, la Scala Fenicia è un residuo della presenza dei greci sull'isola, che la costruirono intorno al VII e VI secolo a.C. L'appellativo «Fenicia», invece, è dovuto alle manie toponomastiche degli ambienti eruditi partenopei del Seicento che, nel fervore della cosiddetta feniciomania, hanno dato vita ad una serie di ricostruzioni storiche arbitrarie tese a dimostrare forzatamente la presenza di fenici a Capri; ciò ha portato all'individuazione di presunte evidenze semitiche nell'isola, di natura etimologica, toponimica e archeologica (e, quindi, all'attribuzione della costruzione della Scala proprio ai fenici).
Successivamente restaurata in epoca romana, la strada ha rappresentato per molti secoli, fino all'inaugurazione della strada carrozzabile nel 1877, l'unica via di accesso ad Anacapri, tuttora servita solo da un paio di approdi, entrambi assai disagevoli. La scala consentiva di raggiungere Anacapri a coloro che sbarcavano sull'isola in prossimità del porto caprese della Marina Grande.
Essa veniva utilizzata anche per il trasporto dei materiali edili utilizzati per la costruzione delle abitazioni anacapresi, faticosa attività nella quale erano impegnate soprattutto le donne; gli uomini, infatti, erano dediti soprattutto all'agricoltura ed alla pastorizia, lavori che li occupavano in campagna dalla mattina presto fino al tardo pomeriggio inoltrato.
La scala Fenicia è stata interessata nel 1998 da un intervento di restauro che l'ha resa nuovamente accessibile; oggi è inserita in tutti gli itinerari paesaggistici dell'isola, anche perché termina in prossimità della villa San Michele di Axel Munthe ad Anacapri, anch'essa una tappa obbligata di tutti i tour organizzati sull'isola azzurra.

## Percorso

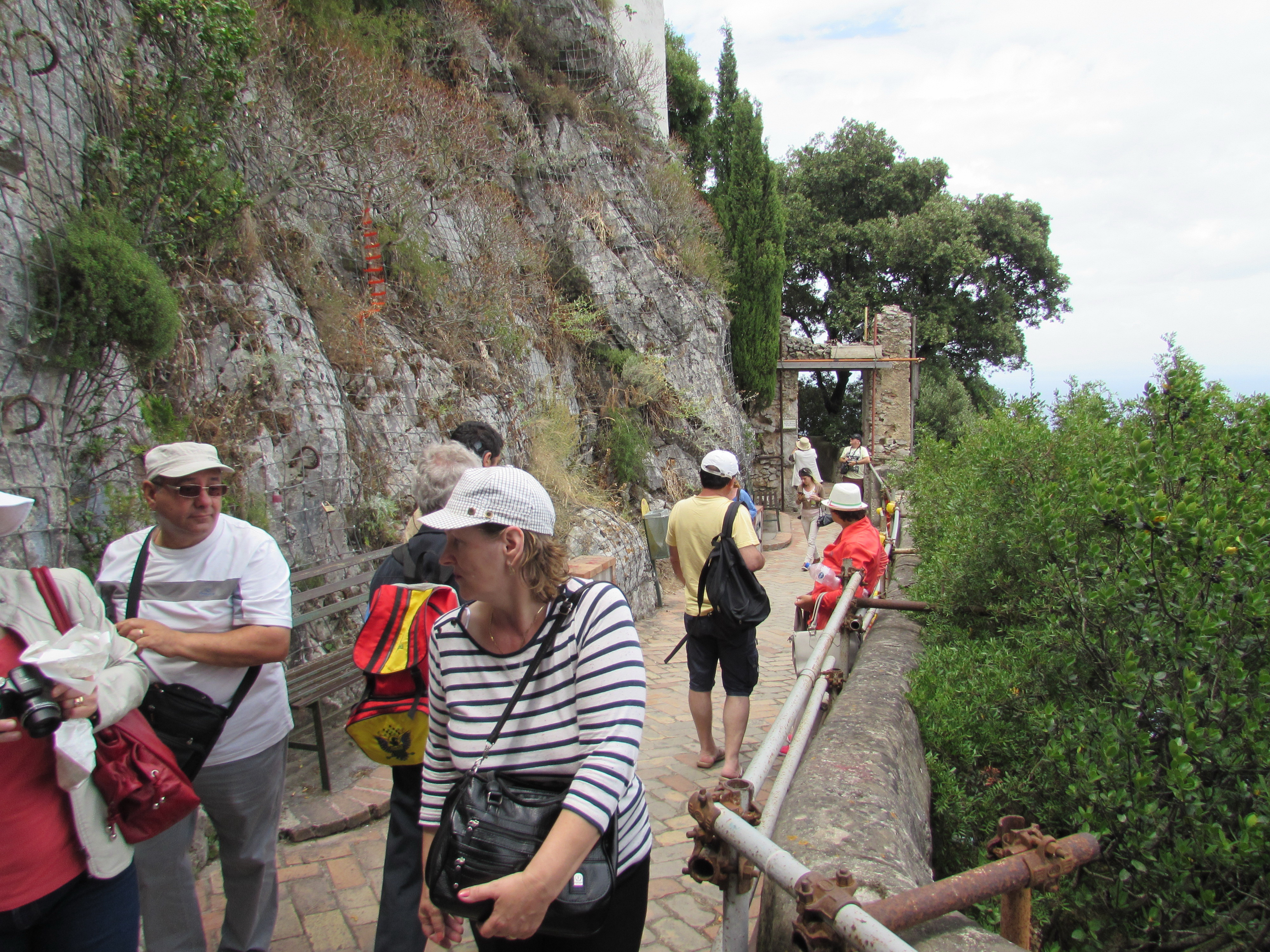
Alcuni turisti mentre percorrono la Scala: sullo sfondo si nota la Porta della Differenza

La Scala Fenicia ha inizio nel borgo di Marina Grande, in prossimità dell'attuale contrada Torra, zona densa di orti e vigneti. Attraversa quindi un'area boschiva abbastanza fitta, per poi aumentare gradualmente di altitudine. A metà percorso, in particolare, è situata un'antica cappella dedicata a sant'Antonio di Padova, il santo protettore di Anacapri, anche detta «cappella dei marinai» in quanto vi ardeva un fuoco che la rendeva un eccellente punto di riferimento per i marinai che navigavano di notte. La piazzola naturale sulla quale è collocato il luogo di culto probabilmente già esisteva in epoca romana, come sottolineano le diverse evidenze murarie.
Superata la cappella di Sant'Antonio, la Scala continua ad inerpicarsi sul ripido costone roccioso, per poi superare i pilastri che reggono la moderna strada rotabile e costeggiare la rupe di Capodimonte. Durante la salita, inoltre, è possibile osservare diverse croci di grandi dimensioni scavate nella roccia; eseguite nel XVII secolo per volontà dei vescovi di Capri, queste incisioni svolgono una funzione apotropaica, come protezione del luogo dagli spiriti maligni ma soprattutto dalla caduta di massi, fenomeno che ha da sempre travagliato l'isola. Il termine del percorso è segnato dalla cappella di San Michele e dalla Porta della Differenza, eretta per delineare il confine tra Capri e Anacapri.